# GATX Rail Poland
GATX Rail Poland Sp. z o.o. (GATXP, dawniej DEC Sp. z o.o.) – polskie przedsiębiorstwo branży transportowej. Spółka należy do amerykańskiego koncernu GATX.

## Działalność
Przedsiębiorstwo powstało w 2001 r. w następstwie prywatyzacji państwowej Dyrekcji Eksploatacji Cystern, która wchodziła w skład Centrali Produktów Naftowych. Do 2006 r. spółka nosiła nazwę DEC Sp. z o.o.
Spółka specjalizuje się w usługach długoterminowej dzierżawy wagonów towarowych dla przewoźników kolejowych z Polski, Rumunii i Bułgarii. Oferuje ponadto utrzymanie techniczne, naprawy, przeglądy okresowe oraz czyszczenia specjalistycznego taboru kolejowego. Głównym klientem GATX Rail Poland są polskie firmy branży paliwowej, którym przedsiębiorstwo udostępnia wagony cysterny.
Do GATX Rail Poland należy Zakład Naprawczy Taboru Kolejowego w Ostródzie i Zakład Gospodarki Cysternami w Płocku.
Przedsiębiorstwo umieszczone zostało w wykazie przedsiębiorców o szczególnym znaczeniu gospodarczo-obronnym.